# 448
448（四百四十八、よんひゃくよんじゅうはち）は、自然数また整数において、447の次で449の前の数である。

## 性質
- 448は合成数であり、約数は1, 2, 4, 7, 8, 14, 16, 28, 32, 56, 64, 112, 224, 448である。
  - 約数の和は1016。
  - 107番目の過剰数である。1つ前は444、次は450。
- 119番目のハーシャッド数である。1つ前は444、次は450。
  - 16を基とする最小のハーシャッド数である。次は592。
  - 基数 n における最小のハーシャッド数とみたとき、1つ前の15は195、次の17は476。(オンライン整数列大辞典の数列 A002998)
- 448番目の素数：3167
  - 448 = (3－1)6× 7 である。
- 448 = 26 × 7
  - n = 6 のときの 2n × 7 の値とみたとき1つ前は224、次は896。
  - n = 2 のときの n 6 × 7 の値とみたとき1つ前は7、次は5103。
  - 2つの異なる素因数の積で p 6 × q の形で表せる3番目の数である。1つ前は320、次は704。(オンライン整数列大辞典の数列 A189987)
  - n = 7 のときの 2n − 1 × n の値とみたとき1つ前は224、次は896。(オンライン整数列大辞典の数列 A001787)
  - 2i × 7 j (i ≧ 0, j ≧ 0) で表せる21番目の数である。1つ前は392、次は512。(オンライン整数列大辞典の数列 A003591)
  - 2i × 7 j (i ≧ 1, j ≧ 1) で表せる9番目の数である。1つ前は392、次は686。(オンライン整数列大辞典の数列 A033847)
- 448 = 64 × d (64)　(ただし d は約数関数)
  - n = 64 のときの n × d (n) の値とみたとき1つ前は378、次は260。(オンライン整数列大辞典の数列 A038040)
- 448 = 29 － 26
  - 2i － 2 j (i ≧ j ) で表せる40番目の数である。1つ前は384、次は480。(オンライン整数列大辞典の数列 A023758)
- 448 = 83 − 82
  - n = 8 のときの n 3 − n 2 の値とみたとき1つ前は294、次は648。
- 448 = 222 − 36
  - n = 22 のときの n 2 − 62 の値とみたとき1つ前は405、次は493。
- 高度合成数 8648640 は約数を448個もつ。高度合成数の約数の個数となる47番目の数である。1つ前は432、次は480。(オンライン整数列大辞典の数列 A002183)
- 約数の和が448になる数は2個ある。(273, 403) 約数の和2個で表せる37番目の数である。1つ前は444、次は492。

## その他 448 に関連すること
- 西暦448年
- 紀元前448年